# Promyrmekiaphila clathrata
Promyrmekiaphila clathrata är en spindelart som först beskrevs av Simon 1891.  Promyrmekiaphila clathrata ingår i släktet Promyrmekiaphila och familjen Cyrtaucheniidae. Inga underarter finns listade i Catalogue of Life.